# Matiur Rahman
Matiur Rahman (né le 2 janvier 1946) est le rédacteur en chef de Prothom Alo, le deuxième plus grand quotidien en langue bengali du Bangladesh. Il a reçu le prix Ramon Magsaysay 2005 dans la catégorie journalisme, littérature et arts créatifs de la communication.

## Jeunesse
Rahman est né le 2 janvier 1946 à Calcutta de Mohammed Fazlur Rahman, avocat, et de Lutfunessa Begum. Pour ses études secondaires, il a fréquenté le Nawabpur Government High School, puis le Dhaka Government College. Pour ses études supérieures, il a fréquenté l'université de Dacca et a obtenu une maîtrise en statistiques en 1967. Alors qu'il était étudiant, il est devenu marxiste et a été un leader étudiant de l'union des étudiants du Pakistan oriental. Plus tard, il a été secrètement membre du Parti communiste du Bangladesh, alors que celui-ci était encore hors-la-loi,,.

## Carrière
Rahman est entré dans le journalisme en 1970 lorsqu'il est devenu le rédacteur en chef d'Ekota, un hebdomadaire socialiste. Pendant cinq ans au cours des années 1970, il a également publié l'édition bangladaise de la revue World Marxist Review. Il a quitté ce poste après 21 ans et après la chute du bloc de l'Est. Après avoir quitté Ekota, il a travaillé comme journaliste pour Ajker Kagoj, le premier journal moderne du Bangladesh. En février 1992, il s'est associé à d'autres pour fonder Bhorer Kagoj, qu'il a édité pendant les six années suivantes. Après l'entrée de Saber Hossain Chowdhury (en) dans le cabinet du gouvernement de la Ligue Awami, Rahman s'est senti obligé d'adapter la position du journal au parti au pouvoir, ce qui l'a conduit à démissionner. En 1998, il a fondé Prothom Alo, un quotidien,.
Le 12 février 2013, Rahman a été blessé par des bris de verre alors qu'il se trouvait dans sa voiture, au moment où des travailleurs du Jamaat-Shibir se livraient à des émeutes et vandalisaient des voitures,.
Il a été élu président de l'Association des propriétaires de journaux du Bangladesh en juin 2014.